# Abrosoma integrum
Abrosoma integrum is een wandelende tak uit de familie Aschiphasmatidae. De wetenschappelijke naam van deze soort is voor het eerst voorgesteld als Perisceles integer door Josef Redtenbacher in een publicatie uit 1908.
De soort komt voor in India.